# Andrej Kocijančič
Andrej Kocijančič, slovenski posestnik in politik, * 13. november 1832, Vipolže, † 15. december 1908, Podgora, Avstro-Ogrska.

## Življenje
Bil je veleposestnik z imetjem v Podgori in Šmartnem v Goriških Brdih. Večkrat je bil izvoljen za podgorskega župana. Kot župan Podgore je leta 1868 podpisal vabilo za šempaski tabor. Leta 1872 je bil izvoljen za predsednika Vinorejskega društva Brda s sedežem v Pevmi. 11. novembra 1976 bil v kuriji veleposestvo prvič izvoljen v goriški deželni zbor. Nato je bil na listi političnega društva Sloga še dvakrat (3. julija 1883 in 5. julija 1889) izvoljen za deželnega poslanca. Leta 1901 pa je bil med ustanovitelji Društva slovenskih veleposestnikov v Gorici.